# Francesc Subirà i Rocamora
Francesc Subirà i Rocamora   (Vic, 23 de juliol de 1927 - Reus, 15 de maig de 2022) va ser un metge i polític català establert a Reus.

## Biografia
Era metge especialista en psiquiatria, neurologia, electroencefalografia i geriatria. Es va establir a Reus l'any 1954. per treballar a l'Institut Pere Mata, del qual va ser subdirector el 1970. El 1969 va rebre una beca dels governs espanyol i francès i va fundar el primer Club Terapèutic d'Hospital Psiquiàtric a Catalunya. Pertany a l'Associació Espanyola de Neuropsiquiatria, a la Societé medique de la santé mentale i a la Societat Espanyola de Gerontologia. Als anys 80 i 90 va compaginar la medicina privada amb la seva plaça com a electroencefalografista i psiquiatra al CAP Sant Pere de Reus. Actualment està jubilat.
El 1990 va fundar l'Institut de Medicina cerebral Escolar. Va col·laborar activament a l'Hemeroteca Mèdica, una associació que facilitava les subscripcions a revistes mèdiques nacionals i internacionals els anys cinquanta i seixanta, i que organitzava conferències i cursos de formació permanent per als metges. Va publicar a la revista d'aquesta associació Acta Clínica de Hemeroteca Médica, diversos articles sobre psicoteràpia.
Va ser campió d'Espanya juvenil i universitari d'atletisme (1948-1950). Més tard destacà en el rugbi, esport que va practicar de manera semi-professional fins als 48 anys, especialment vinculat a la Santboiana i al Futbol Club Barcelona, amb el qual va arribar a guanyar la lliga espanyola, també va ser dos cops jugador internacional amb la selecció espanyola. El 1968 va fundar la secció de rugbi del Reus Esportiu.
A les eleccions municipals del 1979 va sortir escollit regidor de Reus per Esquerra Republicana de Catalunya, i a les eleccions al Parlament de Catalunya de 1980 fou elegit diputat per la circumscripció de Tarragona. Primer diputat en demanar l'acta parlamentaria oficialment, va formar part amb Ramon Folch de la Mesa constitutiva del primer Parlament de Catalunya rere la represa democràtica. Va ser membre de la comissió de Drets Humans del Parlament de Catalunya.
Després de tres decennis apartat de la política activa es va presentar a les eleccions municipals de 2011 amb la candidatura de Solidaritat Catalana per la Independència-SÍ per Reus, tancant-ne la llista.
Fotògraf amateur, les seves fotografies en blanc i negre han estat guardonades en diversos certàmens i exposades en exposicions col·lectives de prestigi com Els Nostres Fotògrafs (Museu Comarcal del Baix Camp, Reus, 1995) y Imatges. Fotografía catalana en la 8a Primavera Fotogràfica (La Virreina, Barcelona, 1997) així com amb una retrospectiva personal. Algunes de les seves fotografies formen part de les col·leccions del MNAC i, part de la seva obra està cedida al CIMIR de Reus.
Ha col·laborat diverses entitats i iniciatives ciutadanes de la ciutat de Reus: com a jurat dels Premis Baix Camp per a Joves Escriptors amb Òmnium Cultural del Baix Camp, ha estat directiu del Centre de Lectura de Reus, especialment a la secció del CineClub, hereu del Cine Club Universitari, del qual en va ser membre fundador, i també membre d'El Círcol.
Conegut col·leccionista, va ser un dels fundadors de la Borsa del Col·leccionista de Reus i del Museu Català i Estranger de la Targeta Postal així com de l'Agrupació Fotogràfica de Reus. Com a col·laborador d'IMAYER va contribuir amb les seves col·leccions al primer catàleg de les postals de Reus, una iniciativa inspirada en el treball de la Guia Catàleg de la Postal Antiga de Tarragona (Domènech, J.A. i Calle, R·, Tarragona 1983), que va prologar. També va realitzar nombroses exposicions per difondre l'afició a la cartofília (col·leccionisme de postals).
Va coordinar el llibre Reus Panorama, amb textos de Pere Anguera i direcció fotogràfica de Josep Maria Ribas Prous. El diumenge 15 de maig de 2022 va morir a Reus.